# Fuat Dibra
Fuat Dibra bég, albánul Fuat bej Dibra (nevének ejtése fuat dibɾa; Dibra, 1886. február 26. – Tirana, 1944. február 22.) albán politikus.

## Életútja
Dibrában (a mai Debarban) született tehetős muszlim földbirtokoscsaládban, Ismail Dibra fiaként. Alapiskolái elvégzését követően családja egy szaloniki kereskedelmi iskolába íratta be.
Nagy vagyon örököse volt, több éttermet működtetett Párizsban. 1919-ben ő pénzelte az első világháborút lezáró Párizs környéki béketárgyaláson részt vevő albán delegáció költségeit. Pandeli Evangjeli társaságában utóbb maga is ellátogatott a tárgyalások helyszínére. Az 1920-as évektől Amet Zogu politikai ellenfelei közé tartozott, de vezető közéleti szerepet csak Zogu elűzése után, a második világháború éveiben vállalt. Tagja lett az ország névleges törvényhozó szervének, a Fasiszta Korporatív Főtanácsnak. Mustafa Kruja 1941. december 4-én felesküdött kormányában elvállalta a nemzetgazdasági minisztérium vezetését, de alig egy hónap elteltével, 1942. január 12-én lemondott. Hite a megszálló Olaszország politikai irányvonalában fokozatosan megrendült, 1942 novemberében csatlakozott a nacionalista Nemzeti Fronthoz, 1943. március 13-án pedig fasiszta főtanácsi tagságáról is lemondott. Albánia német lerohanása után ismét jó kapcsolatokat ápolt a megszálló hatósággal. 1943. október 20-án a németek által létrehozott négytagú régenstanács muszlim tagja lett.
Dibra egészsége ekkorra már megrendült, bár korábban, 1943 márciusában a svájci Davosban már részt vett egy orvosi kezelésen. Novemberben lemondott régenstanácsi tagságáról, amit a közvélemény előtt titokban tartottak, és megüresedett helyét sem töltötték be. Három hónappal lemondása után, 1944. február 22-én Tiranában meghalt.